# Петралифа
Петралифа (на гръцки: Πετραλ[ε]ίφας, Petraliphas or Petraleiphas), с женска форма Петралифина, Петралифаина (Πετραλίφαινα, Petraliphaina), са византийска аристократична фамилия от италиански произход.
Според Никита Хониат, основател на фамилията в Константинопол е Петер, норманец от Алифе в Кампания от могъщата норманска благородническа фамилия Дренгот („Drengot Quarrel“), който идва пръв във Византийската империя с Робер Гискар„текст в кавички“, и започва служба при Алексий I Комнин (упр. 1081-1118). По времето на Мануил I Комнин (упр. 1148–1180), Алексий (вероятно син на Петер) и Никефор Петралифа стават военачалници. Генералът и посланикът Алексий е изпратен през 1174 г. от Мануил I Комнин с войска и подаръци при султана на селджуците Килидж-Арслан II.
Фамилията става известна през 12 и първата половина на 13 век:
- Алексий Петролифа, женен за Анна Комнина (Рогерия), дъщеря на Йоан Рогерий Даласен, 1143 г. претендент за трона на Византия и също норманец, и на Мария Комнина (+ 1143/45), дъщеря на император Йоан II Комнин от Византия (1118 – 1143)

Първа линия:
- Теодор Петралифа има дъщеря
  - Петралифина, ок. 1216 г. се омъжва за Алексий Слав български деспот.

- Мария Дукина Комнина Петралифина, пр. 1210 г. се омъжва за Теодор Комнин. Нейната дъщеря
  - Ирина Комнина, 1237/1238 г. се омъжва за Иван Асен II, цар на България

Втора линия:
- Йоан Петралифа, женен за Елена, става управител на Тесалия и Македония с ранг севастократор, „magnus chartularius“ (канцлер?) при Йоан III Дука Ватаци. Има три деца:
  - Теодора Петралифина (Света Теодора от Арта), (* 1225; † сл. 1270, Αγία Θεοδώρα της Άρτας), пр. 1210 г. се омъжва за Михаил II Комнин (деспот на Епир) и е майка на Никифор I Комнин.
  - Теодор Петралифа, ок. 1250 г. се жени за Торникаине, дъщеря на Деметрий Торникес
  - Мария Петралифина, 1266 г. се омъжва за Филип Шинард, франк от Кипър, адмирал на Сицилия, 1258 г. управител на Корфу, но е убит от неговата съпруга през 1266 г. – годината на неговата сватба.